# Pantoporia rihodona
Pantoporia rihodona är en fjärilsart som beskrevs av Moore 1878. Pantoporia rihodona ingår i släktet Pantoporia och familjen praktfjärilar. Inga underarter finns listade i Catalogue of Life.